# Casa Memorială „Panait Cerna”
Casa Memorială „Panait Cerna” este un muzeu județean din Cerna, amplasat în str. Panait Cerna. 
Casa Memorială a poetului Panait Cerna (1881 - 1913) este o casă simplă, țărănească, cu aspect de prăvălie.  Expoziția memorialistică organizată în trei săli prezintă datele bibliografice ale poetului, reproduceri după fotografii, documente, acte de stare civilă și de studii, ediții ale operei poetice, referințe critice. Panourile prezintă coperta singurului volum de poezie, în toate edițiile apărute. În celelalte spații expoziționale s-a reconstruit interiorul țărănesc tradițional din acest areal, vizitatorii având posibilitatea să cunoască frumusețea și autenticitatea mobilierului și a țesăturilor de la începutul secolului al XX-lea. Expoziția în aer liber prezintă instrumentar agricol tradițional, dovadă a uneia din cele mai importante ocupații practicate în această zonă.
Clădirea ce găzduiește muzeul este monument istoric, având cod TL-II-m-B-06004.